# Юная мисс США 2011
Юная Мисс США 2011 года (англ. Miss Teen USA 2011) — 29-й национальный конкурс красоты, проводился в Imperial Ballroom, Atlantis Paradise Island, Нассау, Багамские Острова. Победительницей стала Даниэль Доути, представлявшая штат Техас. 50 штатов и Округ Колумбия приняли участие в конкурсе красоты. Впервые у зрителей появилась возможность голосовать за понравившиеся платье и купальник, разработанные официальными спонсорами — «Sherri Hill» и «Kooey Australia». Победительницей категории самой фотогеничной стала Кортни Коулман из штата Гавайи. Категорию «Мисс Конгениальность» получила участница Саванна Шехтер из штата Нью-Джерси.
Предварительный и финальный конкурсы транслировались в прямом эфире на UStream и NewTek. Предварительный конкурс состоялся 15 июля, ведущими стали Чет Бьюкенен и Ками Кроуфорд. Ведущими финала стали Чет Бьюкенен и Элли Лафорс. Победительница «Мисс Кентукки 2011» Киа Хэмптон спела на мероприятии.

## Результат

### Места
| Итоговый результат | Участница |
| ------------------ | --- |
| Юная Мисс США 2011 | - Техас – Даниэль Доути |
| 1-я Вице Мисс      | - Северная Дакота – Одра Мари |
| 2-я Вице Мисс      | - Калифорния – Алексис Сванстром |
| 3-я Вице Мисс      | - Канзас - Тейлор Кларк |
| 4-я Вице Мисс      | - Миссури – Сидни Стоттлмайр |
| Топ 15             | - Колорадо — Кейли-Рей Павиллар - Джорджия — Kristen Robinson - Индиана — Джессика Бух - Мэн — Алексис Макилвейн - Мэриленд — Кирстен Николсон - Миннесота — Ханна Корбетт - Нью-Джерси — Саванна Шехтер - Пенсильвания — Мэдисон Лонгстрет - Южная Каролина — Кейла Чайлдс - Западная Виргиния — Сьюзан Кинг |

### Специальные награды
| Награда              | Участницы                     |
| -------------------- | ----------------------------- |
| Мисс Конгениальность | - Нью-Джерси — Саванна Шехтер |
| Мисс Фотогеничность  | - Гавайи — Кортни Коулман     |

## Участницы
| Штат                       | Имя                      | Родной город    | Возраст | Место              | Награда              | Примечание |
| -------------------------- | ------------------------ | --------------- | ------- | ------------------ | -------------------- | --- |
| Алабама                    | Баррон Рэй Уильямс       | Дейдвилл        | 16      |                    |                      | - Позже 1-я Вице мисс «Мисс Алабама 2016» - Позже 2-я Вице мисс «Мисс Алабама 2017» - Позже Топ 15 полуфиналисток на «Мисс Флорида 2019»                                                                               |
| Аляска                     | Денали Уайтинг           | Коцебу          | 19      |                    |                      | |
| Аризона                    | Молли Аргью              | Парадайс-Вэлли  | 18      |                    |                      | |
| Арканзас                   | Мэри-Кейт Хартли         | Хамберг         | 17      |                    |                      | |
| Калифорния                 | Алексис Сванстром        | Сан-Диего       | 17      | 2-я Вице мисс      |                      | Позже 3-я Вице мисс «Мисс Калифорния 2014» |
| Колорадо                   | Кейли-Рей Павиллар       | Касл-Рок        | 17      | Топ 15             |                      | - В прошлом «Miss Colorado's Outstanding Teen 2008» - Позже «Мисс Колорадо 2016» |
| Коннектикут                | Саманта Сойка            | Норт-Грэнби     | 19      |                    |                      | - Позже 4-я Вице мисс «Мисс Коннектикут 2015» - Позже 1-я Вице мисс «Мисс Коннектикут 2016» - Позже 1-я Вице мисс «Мисс Коннектикут 2018»                                                                              |
| Делавэр                    | Аманда Дебус             | Миддлтаун       | 18      |                    |                      | - В прошлом «Miss Delaware's Outstanding Teen 2008» - Позже «Мисс Делавэр 2016» - Позже 3-я Вице мисс на «Мисс Делавэр 2018» - Позже 1-я Вице мисс на «Мисс Делавэр 2019»                                              |
| Вашингтон (округ Колумбия) | Имани Бентам             | Вашингтон       | 19      |                    |                      | |
| Флорида                    | Микайл Крокетт           | Джэксонвилл     | 18      |                    |                      | |
| Джорджия                   | Кристен Робинсон         | Стоун-Маунтин   | 17      | Топ 15             |                      | - Позже Топ 15 полуфиналисток на «Мисс Джорджия 2014» - Позже 4-я Вице мисс «Мисс Джорджия 2016» |
| Гавайи                     | Кортни Коулман           | Моаналуа        | 17      |                    | Мисс Фотогеничность  | |
| Айдахо                     | Клайра Холлингсворт      | Престон         | 18      |                    |                      | Позже «Мисс Айдахо 2015» |
| Иллинойс                   | Пейдж Хиггерсон          | Катлер          | 19      |                    |                      | |
| Индиана                    | Джессика Бух             | Бедфорд         | 16      | Топ 15             |                      | |
| Айова                      | Ришель Орр               | Хэмптон         | 19      |                    |                      | Позже «Мисс Айова 2013» |
| Канзас                     | Тейлор Кларк             | Топика          | 17      | 3-я Вице мисс      |                      | В прошлом «National American Miss Preteen 2006» |
| Кентукки                   | Стефани Джонс            | Элизабеттаун    | 18      |                    |                      | |
| Луизиана                   | Элизабет Хайнен          | Юнис            | 16      |                    |                      | |
| Мэн                        | Алексис Макилвейн        | Сако            | 15      | Топ 15             |                      | |
| Мэриленд                   | Кирстен Николсон         | Сайксвилл       | 18      | Топ 15             |                      | Позже 1-я Вице мисс «Мисс Мэриленд 2016» |
| Массачусетс                | Кей Тетро                | Саут-Хэдли      | 18      |                    |                      | |
| Мичиган                    | Тейлор Шерман            | Дирборн Хайтс   | 17      |                    |                      | |
| Миннесота                  | Ханна Корбетт            | Миннеаполис     | 17      | Топ 15             |                      | - Позже 3-я Вице мисс «Мисс Миннесота 2015» - Позже 3-я Вице мисс «Мисс Миннесота 2016» - Позже 3-я Вице мисс «Мисс Миннесота 2017»                                                                                    |
| Миссисипи                  | Сара Бобо                | Коринф          | 19      |                    |                      | |
| Миссури                    | Сидни Стоттлмайр         | Уайлдвуд        | 17      | 4-я Вице мисс      |                      | - В прошлом «Miss Missouri's Outstanding Teen 2008» и 4-я Вице мисс «Miss America's Outstanding Teen 2009» - Позже «Мисс Миссури 2016» и Топ 10 на Мисс США 2016                                                       |
| Монтана                    | Сибан Докси              | Френчтаун       | 18      |                    |                      | Позже «Мисс Монтана 2016» |
| Небраска                   | Мэдисон Новак            | Линкольн        | 17      |                    |                      | - Позже 3-я Вице мисс на «Мисс Небраска 2015» - Позже 3-я Вице мисс на «Мисс Небраска 2016» - Позже 2-я Вице мисс на «Мисс Небраска 2017»                                                                              |
| Невада                     | Эшли Браун               | Лас-Вегас-Валли | 17      |                    |                      | |
| Нью-Гэмпшир                | Энни Рид                 | Сендвич         | 17      |                    |                      | |
| Нью-Джерси                 | Саванна Шехтер           | Фар-Хиллз       | 17      | Топ 15             | Мисс Конгениальность | - Позже дважды полуфиналистка «Мисс Нью-Джерси» - Позже Топ 15 на «Мисс Невада 2020» |
| Нью-Мексико                | Алекса Касл              | Альбукерке      | 18      |                    |                      | |
| Нью-Йорк                   | Лиза Друйяр              | Нью-Йорк        | 19      |                    |                      | Позже «Miss Universe Haiti 2015» |
| Северная Каролина          | Ванесса МакКлелланд      | Фейетвилл       | 19      |                    |                      | |
| Северная Дакота            | Одра Мари                | Фарго           | 17      | 1-я Вице мисс      |                      | - Позже «Мисс Северная Дакота 2014» и 1-я Вице мисс Мисс США 2014 - Позже «Мисс Мира Америка 2016» |
| Огайо                      | Морган Смигел            | Эйвон           | 16      |                    |                      | |
| Оклахома                   | Альма Сандовал           | Оклахома-Сити   | 18      |                    |                      | Позже дважды Топ 15 полуфиналисток «Мисс Оклахома» |
| Орегон                     | Кайла Рауш               | Сцио            | 18      |                    |                      | |
| Пенсильвания               | Мэдисон Лонгстрет        | Спринг-Гров     | 16      | Топ 15             |                      | - Первоначально стала 1-я Вице мисс, но приняла титул после того, как Дина Чужинина оставила титул по некоторым причинам - Позже 3-я Вице мисс «Мисс Пенсильвания 2017» - Позже 1-я Вице мисс «Мисс Пенсильвания 2018» |
| Род-Айленд                 | Линдси Буччи             | Скитуэйт        | 18      |                    |                      | - Позже 2-я Вице мисс «Мисс Род-Айленд 2017» - Позже 2-я Вице мисс «Мисс Род-Айленд 2019» |
| Южная Каролина             | Кейла Чайлдс             | Саммервилл      | 17      | Топ 15             |                      | - Позже 3-я Вице мисс «Мисс Южная Каролина 2014» - Позже вошла в Топ 15 полуфиналисток «Мисс Южная Каролина 2017» |
| Южная Дакота               | Лекси Шенк               | Ирен            | 17      |                    |                      | Позже «Мисс Южная Дакота 2015» |
| Теннесси                   | Кейтлин Уайт             | Нашвилл         | 18      |                    |                      | Позже вошла в Топ 15 полуфиналисток «Мисс Теннесси 2021» |
| Техас                      | Даниэль Доути            | Харлинген       | 18      | Юная мисс США 2011 |                      | Позже вошла в Топ 18 полуфиналисток «Мисс Техас 2018» |
| Юта                        | Макел Найт               | Солт-Лейк-Сити  | 17      |                    |                      | |
| Вермонт                    | Бриджет Мартин           | Стоу            | 15      |                    |                      | |
| Виргиния                   | Сьюзи Эванс              | Покосон         | 17      |                    |                      | - Позже «Мисс Виргиния 2020» - Позже победительница 26 сезона реалити-шоу Холостяк |
| Вашингтон                  | Шайенн Ван Тайн          | Кенневик        | 17      |                    |                      | |
| Западная Виргиния          | Сьюзан Кинг              | Фэрмонт         | 16      | Топ 15             |                      | |
| Висконсин                  | Виктория Сороун Джонстон | О-Клэр          | 19      |                    |                      | - Позже 4-я Вице мисс на «Мисс Висконсин 2013» - Позже 1-я Вице мисс на «Мисс Висконсин 2014» - Позже 4-я Вице мисс на «Мисс Висконсин 2015»                                                                           |
| Вайоминг                   | Эшли Голден              | Джиллетт        | 17      |                    |                      | В прошлом «Miss Wyoming's Outstanding Teen 2007» |

## Замены
- Участница из штата Пенсильвания Диана Чужинина была заменена 1-й Вице Мисс — Мэдисон Логстрет.

## Судьи
- Доктор Шерил Карчер
- Би Джей Коулман
- Лора Флау
- Фред Нельсон
- Винни Потестиво
- Кэтрин Шварценеггер
- Мишель Уилтшир